# Droga wojewódzka nr 208
Droga wojewódzka nr 208 (DW208) – droga wojewódzka w woj. zachodniopomorskim i woj. pomorskim o długości 25,805 km, łącząca Polanów w kierunku północno-wschodnim z drogą nr 209 (w miejscowości Barcino). Droga przebiega przez powiat koszaliński i powiat słupski. Podlega Rejonowi Dróg Wojewódzkich Koszalin (5,179 km) jako droga klasy Z oraz pod RDW Lębork (20,626 km).

## Obiekty i miejscowości leżące przy trasie DW208
- Barcino
- Kępice
- Warcino
- Mzdowo
- Wielin
- rezerwat przyrody Wieleń